# Герб Пенедону
Ге́рб Пенедо́ну — офіційний символ містечка Пенедону, Португалія. Використовується як територіальний герб. У червоному щиті срібний замок із трьома баштами, чорними вікнами і брамою, що височіє на зеленій горі, промальованій сріблом. У срібній главі щита червоний леопард, обернений праворуч, із вінком квітів натурального кольору. Щит увінчує срібна мурована містечкова корона з чотирма вежами.  Під щитом біла стрічка, на якій великими літерами напис португальською: «vila de Penedono» (містечко Пенедону).  Офіційно затверджений 20 квітня 1935 року.  

## Галерея

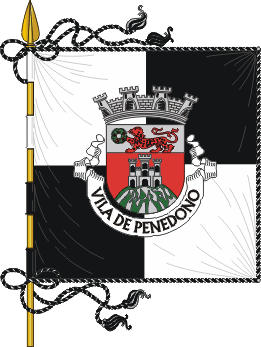
Прапор